# Parçay-Meslay
Parçay-Meslay – miejscowość i gmina we Francji, w Regionie Centralnym, w departamencie Indre i Loara.
Według danych na rok 1990 gminę zamieszkiwało 1757 osób, a gęstość zaludnienia wynosiła 125 osób/km² (wśród 1842 gmin Regionu Centralnego Parçay-Meslay plasuje się na 223. miejscu pod względem liczby ludności, natomiast pod względem powierzchni na miejscu 933.).